# Ferme Pra-Plot
La ferme Pra-Plot est une ferme ancienne située à Péreyres, au sein du département de l'Ardèche, en France. Le bâtiment est inscrit au titre des monuments historiques.

## Situation et description

### Situation et accès
La ferme se situe sur le rebord d'un plateau dans une zone de moyenne montagne, dans la partie orientale du département français de l'Ardèche. La ferme est nichée à 1 270 mètres d’altitude entre les territoires des communes de Sagnes-et-Goudoulet et de  Péreyres mais administrativement rattachée à cette dernière.

### Description
La ferme Pra-Plot (terme signifiant pré plat), typique des chaumières de la Montagne ardéchoise, présente un haut toit de genêt à très forte pente, d’où dépasse sur un côté, la corne de la cheminée La couverture et de ses murs sont en très bon état

## Historique
La ferme (ou « pailhisse »), ne figure pas sur la carte de Cassini et ne serait donc pas antérieure au XVIIIe siècle. Seul indice de son ancienneté est l'enregistrement en 1759, de la naissance de Marie Philippot qui ferait dater cette bâtisse du début ou du milieu de ce siècle. Pra Plot aurait tout d’abord été une grange de la ferme de Pouzol, située plus au sud du plateau

## Classement
L'édifice est inscrit au titre des monuments historiques en 1985.